# Северо-западный ордонанс

Карта северо-западной территории

Северо-западный ордонанс (англ. Northwest Ordinance), также Ордонанс по управлению территорией Соединённых штатов северо-западнее реки Огайо (англ. An Ordinance for the Government of the Territory of the United States, North-West of the River Ohio) — органический закон, принятый Конгрессом Конфедерации 13 июля 1787 года, согласно которому была создана Северо-западная территория, первая территория в истории США. В неё вошли все земли от Великих озёр до реки Огайо и от реки Миссисипи до границы штата Пенсильвания.
В 1783 году США заключили мирный договор с Великобританией, по условиям которого Великобритания уступила США все земли будущего американского Северо-Запада. В 1874 году Конгресс принял «Ордонанс 1784 года», который установил, что эта территория в будущем будет поделена на штаты, а затем был принят «Ордонанс 1785 года», который установил принципы раздела и продажи земельных участков. Ордонанс 1787 года ввёл дополнительные правила, однако в то время не было сильной центральной власти, способной приводить законы в исполнение. Эта проблема была решена вскоре после принятия Конституции США и формирования нового американского правительства: в 1789 году Конгресс США подтвердил Ордонанс 1787 года и, с небольшими поправками, переиздал его как Ордонанс 1789 года.
Основными авторами ордонанса были Эдвард Каррингтон и Ричард Генри Ли, которые опирались на черновик предположительно авторства Мэнеса Катлера.
Ордонанс считается одним из важнейших документов, принятых Конгрессом Конфедерации: он установил прецедент, согласно которому впоследствии США расширялись за счёт присоединения новых штатов, а не за счёт расширения существующих; он установил, что все штаты, образованные на Северо-западной территории, будут свободными, чем превратил вопрос рабства из национального в региональный.

## Предыстория
Когда завершилась Война за независимость, американские политики надеялись на грядущий рост экономики и благосостояния, но опасались, что открытие западных земель приведёт к социальным беспорядкам и разрушению Союза. Западная окраина пребывала в хаосе, переполненная нелегальными поселенцами и земельными спекулянтами. Великобритания и Испания вполне могли воспользоваться хаосом на границах в своих целях. Успех всего замысла построения республиканского государства теперь зависел от успеха наведения закона и порядка на западной границе. С идеологической точки зрения вопрос освоения запада не был решён; Монтескьё предупреждал, что республиканизм приживается в маленьких государствах, но угасает по мере их расширения. Одни философы видели в освоении запада способ избежать Цивилизации и сохранить простоту нравов, другие же видели в этом шанс продвинуть цивилизацию на Запад. Даже Джефферсон, известный сторонник республиканской простоты нравов, понимал необходимость развития экономики на Западе. Продажа земель на Западе могла дать стране средства на выплату внешнего долга, и с этой точки зрения переселенцы стали бы спасителями страны, но в другой ситуации переселенцы стали бы опасными соседями и потенциальными союзниками Испании (что особенно беспокоило Джорджа Вашингтона).
Многие опасались, что доступ к западным землям приведёт оттоку населения на Запад, депопуляции Востока, падению цен на землю на Востоке, сокращению налогов и общему упадку экономики. Подобные опасения высказывал Джеймс Мэдисон. Оппоненты возражали, что отток населения будет компенсирован притоком мигрантов из Европы и естественным ростом. Например, президент Йельского колледжа подсчитал, что к 1876 году население США достигнет 50-ти миллионов человек. Но была и опасность того, что заселённый Запад в итоге отколется от Союза, поэтому требовалось продумать, как экономически и политически связать западные штаты с восточными.
Уже в 1784 году был принят составленный Томасом Джефферсоном «Ордонанс 1784 года», согласно которому предполагалось разделить западные земли на 17 штатов квадратной формы; поселенцы должны были сформировать своё собственное территориальное управление, а по достижении численности в 20 000 человек они могли составить свою конституцию и вступить в Союз на общих правах. Проект предполагал запретить рабство на новых территориях, но этот пункт был отклонен Конгрессом. Проект Джефферсона остался только на бумаге, но многие его положения вошли в последующие проекты устройства Запада.
В начале 1785 года Вирджиния отказалась от претензий на Северо-западные земли. В марте 1785 года Конгресс назначил комитет по земельным вопросам, куда вошло по одному делегату от каждого штата, для того, чтобы решить, как именно управлять этими землями. Комитет составил Ордонанс 1785 года, который был принят Конгрессом 20 мая. Он оговаривал правила замера и продажи земельных участков на Западе, главным образом для того, чтобы предотвратить бессистемное заселение региона. Джефферсон при составлении ордонанса 1784 года не учитывал появления сквоттеров: он вообще сомневался, что запад будет быстро заселяться. Но уже в 1785 году стало ясно, что эту проблему надо решать. На Востоке традиционно земли заселялись бессистемно, что приводило к постоянным спорам о границах владений. Теперь же было решено заранее замерить все земельные участки, зафиксировать границы и качество земли, и затем уже выставлять их на продажу. Джефферсон признал, что подобная практика необходима, и написал из Парижа Джеймсу Монро, что ему очень понравился этот новый ордонанс.
Ордонанс 1785 года устанавливал относительно высокие цены на землю, рассчитывая привлечь предприимчивых фермеров, готовых работать, чтобы окупить вложения и заинтересованных в поисках рынков сбыта. Предполагалось заселять земли отдельными кластерами (тауншипами), чтобы сразу формировался внутренний рынок сбыта товаров. Республиканцы в Конгрессе признали, что демократические институты приживаются только в среде законопослушных, трудолюбивых граждан, организованных в плотные поселения, и отказались от прежних идей бессистемного расселения и фантазий о построении общества без цивилизации. Американские политики перестали идеализировать переселенцев и стали воспринимать их опасностью наподобие индейцев. Конгрессмен Дэвид Хоуэлл опасался союза индейцев с деградировавшими белыми поселенцами. Таким образом, никто не стал возражать против применения армии для выселения сквоттеров.
Торговля участками была нацелена на личную выгоду и была в какой-то степени спекулятивной, но Конгресс старался принимать меры против крупных земельных спекулянтов, интересы которых расходились с общественными интересами. Спекулянты угрожали власти Конгресса в западных землях, могли быть причиной конфликта с индейцами, и тормозили заселение региона, в надежде дождаться повышения цен на землю. По этой причине Конгресс отклонил запросы на выдачу больших земельных грантов ряду лиц.

### Принципы управления
В апреле 1786 года Джеймс Монро написал в частном письме, что Конгресс рассматривает предложение создать для Северо-запада некую форму централизованного правления «по колониальным принципам». Монро был авторитетом в вопросах западных земель и ему не нравилось, что Ордонанс 1784 года предоставляет жителей запада самим себе вплоть до принятия в Союз и никак их не контролирует. Он также полагал, что ордонанс предлагает создавать слишком маленькие штаты и слишком низкий порог населения (20 000) для вступления в Союз. Маленькие слабо заселённые штаты оказались бы в неравном положении относительно старых штатов. В целом, либеральная политика ордонанса Джефферсона показалась неподходящей для поставленных задач заселения Запада. Монро предложил ряд поправок, и 13 июля 1786 года Конгресс одобрил его предложения, постановил создать «колониальную» систему управления западными территориями, и отменить Ордонанс 1784 года. Предложения Монро в итоге вошли в Ордонанс 1787 года.

### Принятие ордонанса
В сентябре 1786 года был создан комитет Конгресса, в который вошли Натан Дэйн из Массачусетса, Уильям Самуэл Джонсон из Коннектикута, Чарльз Пинкни из Южной Каролины, Меланхтон Смит от Нью-Йорка и Уильям Генри от Мэриленда. Комитет составил текст нового ордонанса, который в апреле и мая 1787 года прошёл два чтения, но не был принят из-за отсутствия кворума. Тогда Конгресс сформировал ещё один комитет, куда вошли Дэйн и Смит из старого состава, а также Эдвард Каррингтон, Ричард Генри Ли и Джон Кин. Основываясь на ранних заготовках и, вероятно, на предложениях Мэнесса Катлера, комитет быстро создал новый проект, который после трёх чтений был принят Конгрессом 13 июля. За ордонанс проголосовали все штаты и все делегаты Конгресса, кроме Абрахама Йейтса из Нью-Йорка, который, по словам Дэйна, вообще не понял предмет обсуждения.
Джон Фиск обращал внимание, что за ордонанс (содержащий запрет на рабство на северо-западе) проголосовали все штаты, в том числе и рабовладельческие. Позиция Вирджинии и Северной Каролины, по его словам, не удивительна, но согласие Джорджии и Южной Каролины можно объяснить только тем, что они пошли на уступку, предполагая в ответ аналогичные уступки в вопросе рабства в штатах к западу от Джорджии.

## Содержание

### Права человека
Ордонанс детально оговаривал права собственности и гарантировал основные гражданские права, такие как Хабеас корпус и нерушимость частных договоров, а также ряд прав, которые позже вошли в Билль о правах: свободу вероисповедания, право на суд, запрет чрезмерных штрафов и необычных наказаний. Третья глава устанавливала, что «религия, мораль и знание необходимы для хорошего управления и благополучия человечества, поэтому создание школ и иных методов обучения необходимо поощрять», что необходимо хорошо относиться к индейцам, что их земля и собственность не могут быть забраны без их согласия, и что их собственность, права и свободы не могут быть нарушены иначе как решением Конгресса.

### Принятие штатов в союз
…
Историк Питер Онаф писал, что план присоединения новых западных штатов к Союзу, который в те дни, казалось, доживал последние дни, был во многом «актом веры». Создатели ордонанса верили, что Запад, беспорядочно населённый переселенцами, спекулянтами, сквоттерами и иными авантюристами, станет в какой-то момент организованной, развитой территорией, населённой предприимчивыми, законопослушными гражданами, готовыми трудиться на общее благо.

## Последствия
«Сомневаюсь, — писал впоследствии Даниел Уэбстер, — существовал ли другой такой закон, в древности или в новые времена, который имел бы такие же важные, заметные и длящиеся последствия, как Ордонанс 1787 года». Джеймс Мэдисон обратил внимание, что закон дал Конгрессу источник больших доходов, право формировать неограниченную армию и получать деньги на снабжение такой армии на любое время, и всё же это не вызвало возражений даже у самых радикальных защитников прав штатов и противников излишних полномочий Конгресса. Вскоре, при обсуждении Конституции США, этот аргумент будет использован против антифедералистов, которые опасались чрезмерных полномочий федерального центра. Мэдисон говорил о существовании страшной дилеммы (dreadful dilemma) между узурпацией и анархией, избежать которой можно только наделяя правительство строго определёнными правами. В этом смысле, по словам Джона Фиска, действия Конгресса в 1787 году были узурпацией власти ввиду чрезвычайных обстоятельств (usurpation of authority to meet an emergency), такой же узурпацией, как покупка Луизианы Джефферсоном или освобождение рабов Линкольном. «Каждый такой случай был ярким событием в американской истории, и каждый раз общественная выгода была столь очевидна, что народ соглашался и поддерживал эти меры». Теория, на которой основывался Ордонанс, была всем очевидна, хотя, как замечал Фиск, никто не знал, как точно сформулировать её на словах.

### Отражение в культуре

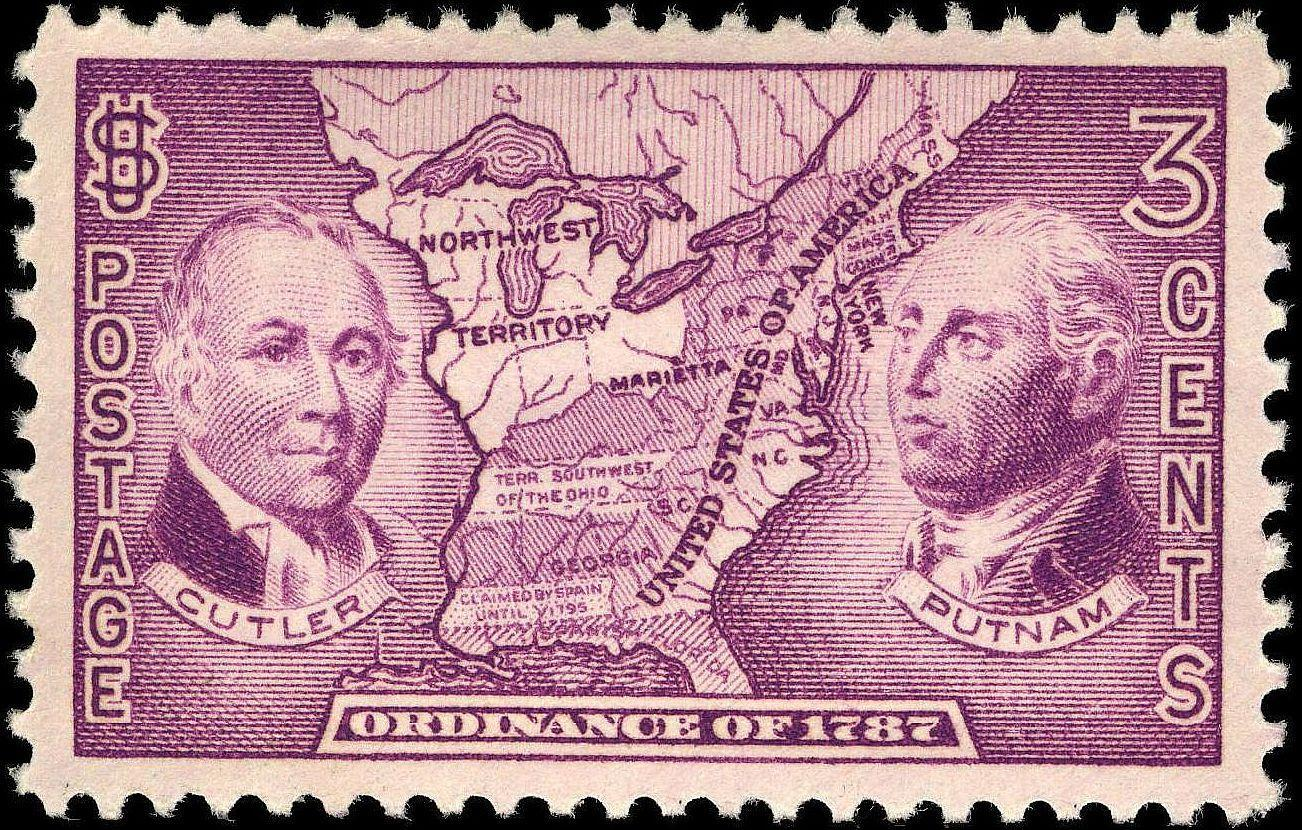
марка 1937 года.

13 июля 1937 года Почта США выпустила 3-центовую марку к 150-летию Ордонанса, на которой изображена карта США и Северо-западной территории, и портреты Катлера и Патнэма.

### Статьи
- Duffey, Denis P. The Northwest Ordinance as a Constitutional Document (англ.) // Columbia Law Review. — Columbia Law Review Association, 1995. — Vol. 95, iss. 4. — P. 929—968. — doi:10.2307/1123211.
- Poole, William Frederick. Dr. Cutler and the Ordinance of 1787 (англ.) // The North American Review. — University of Northern Iowa, 1876. — Vol. 122, iss. 251. — P. 229—265.
- Remini, Robert V. The Northwest Ordinance of 1787: Bulwark of the Republic (англ.) // Indiana Magazine of History. — Indiana University Press, 1988. — Vol. 84, iss. 1. — P. 15—24.
- 2.2: Indiana from the northwest ordinance through statehood // Hoosiers and the American Story. James H. Madison and Lee Ann Sandweiss ; with student guide activities by Jane Hedeen. Indianapolis, Indiana: Indiana Historical Society Press, 2014. P. 40—45.